# 心叶帚菊
心叶帚菊（学名：Pertya cordifolia）是菊科帚菊属的植物，是中国的特有植物。分布于中国大陆的江西、安徽、湖南等地，生长于海拔800米至1,500米的地区，一般生长在山地林缘或灌丛中，目前尚未由人工引种栽培。

## 异名
- Pertya cordifolia Mattf. var. desmocephala (Diels) Z. Wei et Y. B. Chang
- Pertya desmocephala Diels